# الأصدقاء الثلاثة (فلم 1966)
الأصدقاء الثلاثة هو فيلم مصري عرض عام 1966، بطولة أحمد رمزي وحسن يوسف ومحمد عوض ، ومن إخراج أحمد ضياء الدين.

## قصة الفيلم
يتم إلقاء القبض على ثلاثة من الأصدقاء وهم عصام (أحمد رمزي) وجلال (حسن يوسف) وحمودة (محمد عوض) بعد ارتكابهم حادث بسيارتهم، بعد قضاء مدة عقوبتهم، يقرران مشاركة صاحب ورشة للديكور بمبلغ من المال، ولكنه يخدعهم وينفقه في القمار، يجبرونه الأصدقاء الثلاثة على التوقيع بالتنازل لهم عن ورشته مقابل مالهم الذي فقد، إلا أنه يعمل على استردادها.

## طاقم التمثيل
- أحمد رمزي: (عصام)
- حسن يوسف: (جلال)
- محمد عوض: (حمودة)
- نبيلة عبيد: (سعاد)
- ماجدة الخطيب: (نادية)
- نجوى فؤاد: (نانا)
- يوسف شعبان: (عزت)
- نجلاء فتحي: (زهرة)
- سمير غانم: (سمير)
- الضيف أحمد: (الضيف)
- علية عبد المنعم: (أمينة خليل)
- عبد الغني قمر: (شاويش بالسجن)
- أنور مدكور: (ناظر المدرسة)
- أحمد أبو عبية: (مدرس)
- غريب محيي الدين

## فريق العمل
- إخراج: أحمد ضياء الدين
- قصة: عدلي المولد
- سيناريو: عدلي المولد، عبد الفتاح السيد
- حوار: عبد الفتاح السيد
- مدير التصوير: فيكتور أنطون
- مونتاج: عبد العزيز فخري
- إنتاج: جمهورية فيلم
- توزيع: جمهورية فيلم